# Balanovo
Balanovo (bulgariska: Баланово) är ett distrikt i Bulgarien.   Det ligger i kommunen Obsjtina Dupnitsa och regionen Kjustendil, i den västra delen av landet, 50 kilometer söder om huvudstaden Sofia.
Omgivningarna runt Balanovo är en mosaik av jordbruksmark och naturlig växtlighet. Runt Balanovo är det glesbefolkat, med 10 invånare per kvadratkilometer.